# 宮沢湖

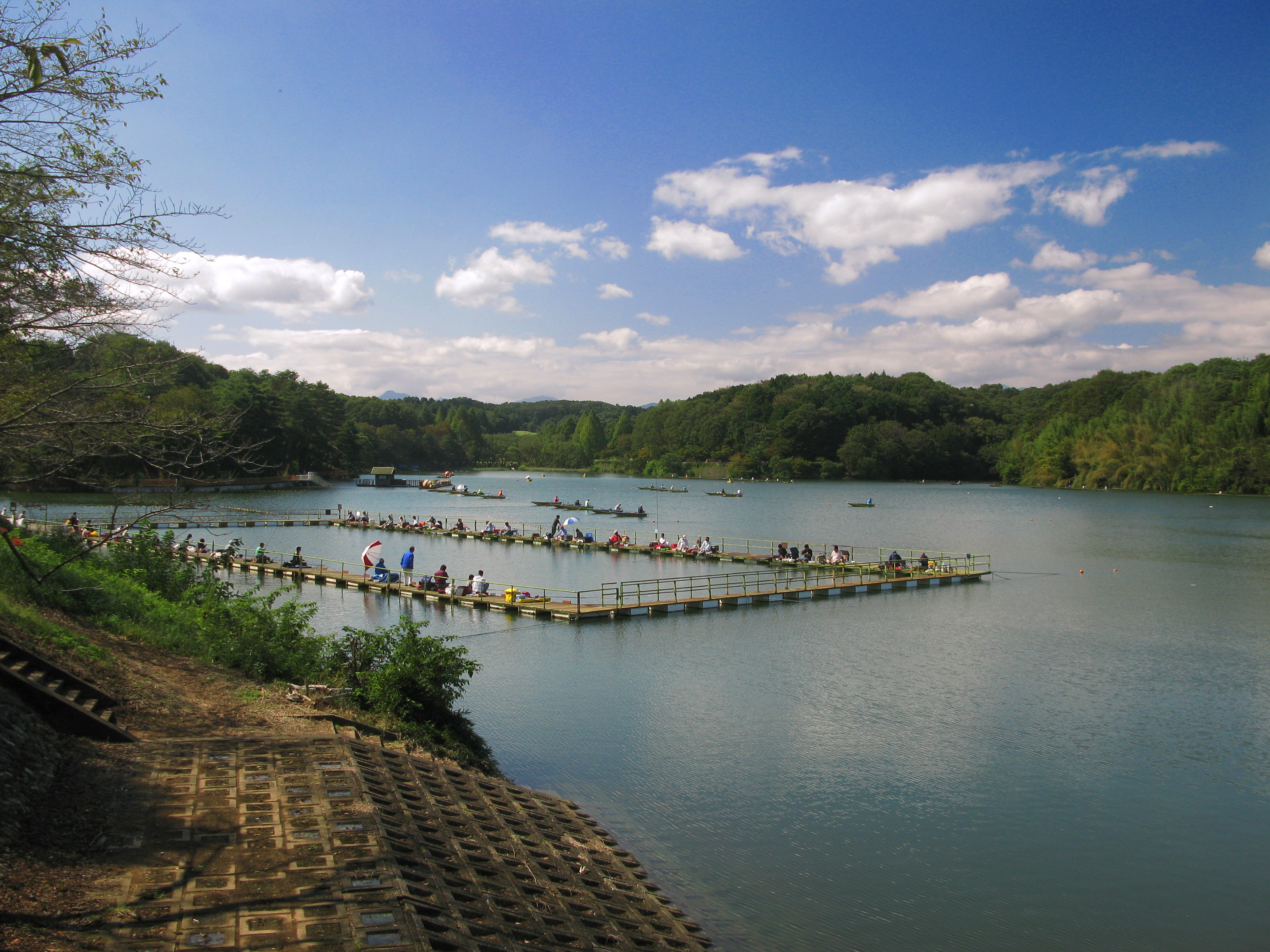
宮沢湖（2012年10月）

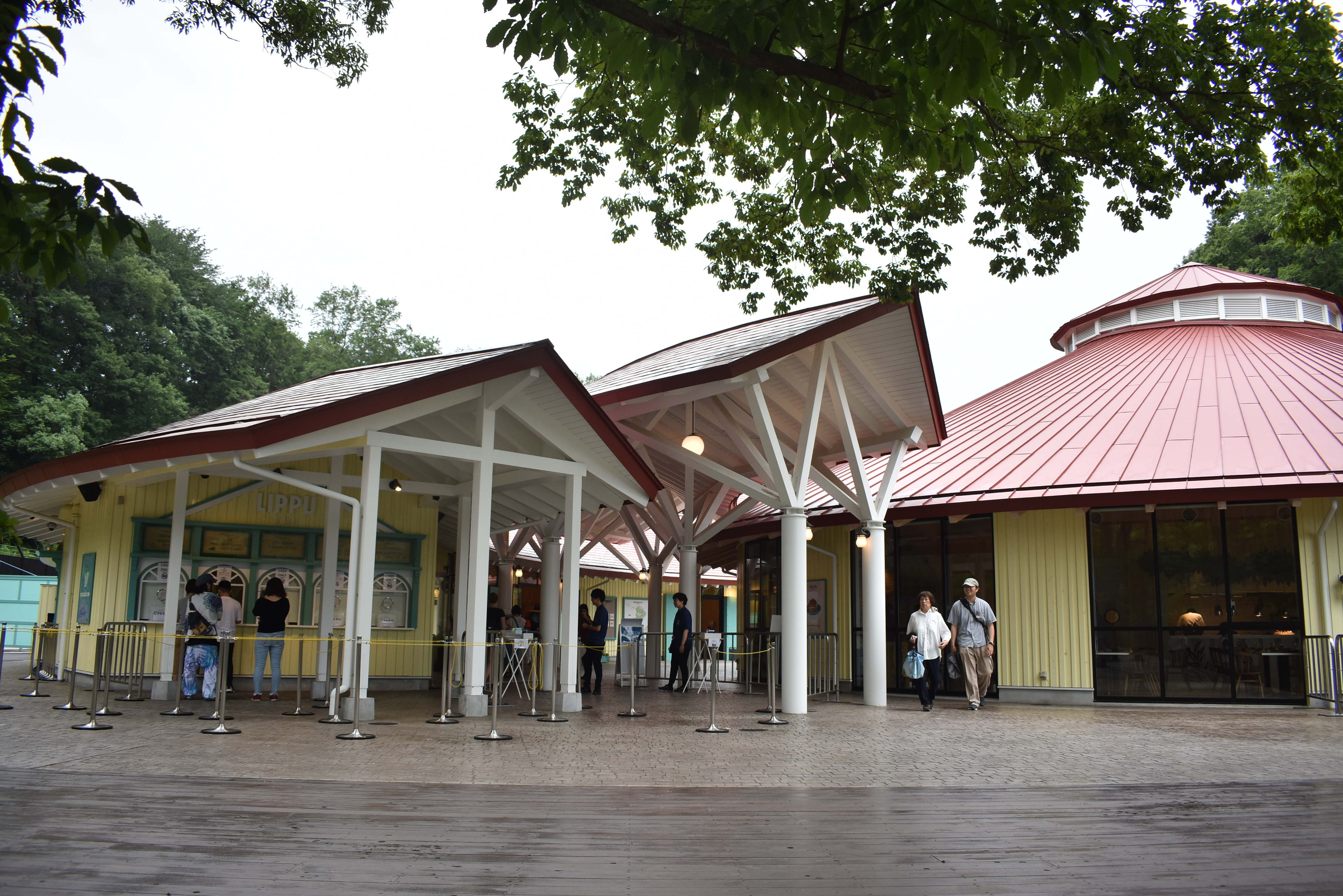
ムーミンバレーパーク（2019年7月3日撮影）

宮沢湖（みやざわこ）は、埼玉県飯能市宮沢にある人造湖である。

## 概要
1941年（昭和16年）に完成したアースダムで、埼玉県立奥武蔵自然公園内に位置している。
ダムの堤高は18.5メートル、堤頂長は240メートルである。湖の周囲は約2キロメートルで、満水面積は0.13平方キロメートル、貯水量は95万立方メートルである。湖水は飯能市小瀬戸付近を流れる入間川より取水して、トンネルを用いて毎秒1.3立方メートル導水している。
この湖を源流として小畔川や、入間台地西部を灌漑する入間北部第二用水路が流れている。またゴルフ場の用水として使われている。
湖畔には、西武グループにより「レイクサイドパーク宮沢湖」としてレクリエーション施設が整備されていたが営業を終了し、2018年（平成30年）11月9日に、世界初進出のムーミンのテーマパーク「メッツァ」が部分開業（無料エリアの「メッツァビレッジ」）。2019年（平成31年）3月16日、主要エリアである「ムーミンバレーパーク」がオープンした。

## 過去の主な施設
上述の通りテーマパークの建設に伴い、宮沢湖湖畔にある施設はすべて営業終了した。
- なかよし動物園ゾーン
  - なかよし動物園（2008年3月16日をもって営業終了）
  - なかよし牧場
  - なかよし売店
  - なかよし広場

- プレイゾーン
  - 白樺売店
  - バーベキューコーナー
  - サイクルモノレール（営業終了）
  - 冒険の森トライ105
  - アーチェリー
  - メリーコーランド
  - キッズランド
  - フリーマーケットエリア
  - さくら売店
  - ドッグフィールド
  - なかよしトレイン（2008年3月16日をもって営業終了）
  - レストハウス白樺（2009年3月15日をもって営業終了→休憩所に）

- その他
  - 釣り堀 - 後述の通り営業終了する。
    - 釣り船
    - 釣り桟橋

  - ボート遊び - 2007年12月31日をもって営業終了
  - 軽食山吹

## その他の施設
- F1カート宮沢湖→カートランド宮沢湖（2015年12月31日を以って営業終了[5][6]し、移転。現モーターパーク所沢。）
- 宮沢湖温泉「喜楽里」別邸

## 釣り
専用桟橋での釣りとボート釣りが行われ、ヘラブナとワカサギ釣りが盛ん。また、禁止だったルアーフィッシングとフライフィッシングを時間限定で可能とし、ブラックバスも釣れるようになったり、家族向けにタナゴや金魚釣り場も増設しフィッシングエリアとして拡大した矢先に、上記に記したテーマパークの建設に伴って、飯能市の方針もあり、2016年（平成28年）3月に釣りに関する営業は全て終了した。

## アクセス
電車では西武池袋線飯能駅北口、東飯能駅東口、武蔵高萩駅からイーグルバスに乗車。
自動車では首都圏中央連絡自動車道の狭山日高ICから約15分。
徒歩ではJR八高線・西武池袋線の東飯能駅から北へ約30分程、飯能駅からは約40分程。